# Francisco Varallo
Francisco Antonio Varallo (La Plata, 5 de fevereiro de 1910 - La Plata, 30 de agosto de 2010), conhecido como Pancho ou Cañoncito (Canhãozinho), foi um jogador de futebol argentino. 
Foi um dos principais futebolistas argentinos dos anos 30. Começou no 12 de Octubre, clube de bairro de La Plata. Passou pelas divisões de base do Estudiantes, mas foi no rival Gimnasia y Esgrima que fez seu debute por uma equipe principal. Lá, foi campeão argentino de 1929, quando o torneio ainda era amador. Foi o mais jovem integrante da seleção vice-campeã da Copa do Mundo de 1930.
Em 1931, foi para o Boca Juniors, clube onde virou ídolo e marcou 194 gols. Esse recorde só seria superado em 2008, por Martín Palermo. Pela equipe de Buenos Aires, conquistou os Campeonatos Argentinos de 1931, 1934 e 1935.
Pela seleção do seu país, conquistou o Campeonato Sul-Americano (futura Copa América) de 1937, derrotando o Brasil na final. 
Varallo se aposentou em 1939, com apenas 29 anos, devido a uma contusão crônica no joelho. Viveu para ser celebrado nas festas de centenário do Boca, em 2005, só sendo menos festejado que Maradona na ocasião. "De repente vieram crianças pedir para tirar uma foto comigo e que eu lhes desse autógrafos. 'Mas vocês nunca me viram jogar'. E eles me responderam: 'Por causa do senhor, Don Pancho, meu avô virou torcedor do Boca Juniors. E por isso, eu também sou'", declarou emocionado à Trivela.
Varallo faleceu em 2010, aos cem anos de idade em um santuário em La Plata devido a uma complicação respiratória. Era o último jogador vivo da final da Copa do Mundo de 1930. Expressou diversas vezes seu pesar pelo modo como a Argentina perdeu; quando a Albiceleste ainda estava na frente, vencendo por 2 x 1, Varallo acertou a trave uruguaia. Os anfitriões, posteriormente, virariam e venceriam por 4 - 2.